# Andes tropicales
Les Andes tropicales — situées dans le nord-ouest de l'Amérique du Sud — forment un des trois ensembles biogéographiques des Andes. L'organisation à but non lucratif Conservation International les répertorie comme point chaud de biodiversité (hotspot).

## Définition

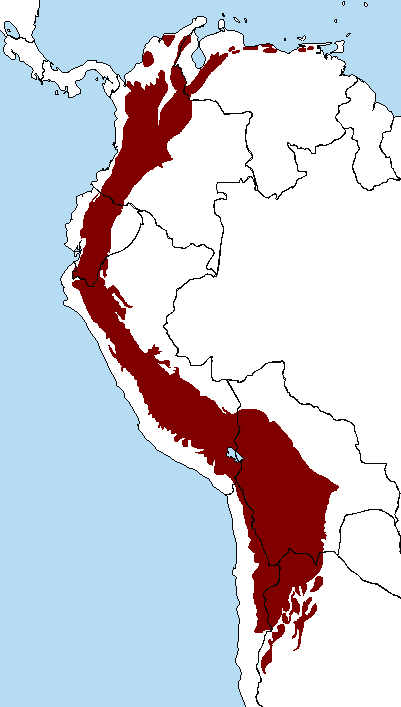
Carte des Andes tropicales selon Conservation International

La zone englobe toutes les régions de la Cordillère des Andes situées au nord du Tropique du Capricorne, ainsi que quelques localités à l'extrême-nord du Chili et de l'Argentine. Le Tropique du Capricorne traverse l'Amérique du Sud à la jonction des frontières entre le Chili, l'Argentine et la Bolivie. Le terme « tropical » reste néanmoins géographique car une grande partie de la zone, située en haute altitude, offre un climat de type alpin et subalpin. Ce point chaud de biodiversité comprend plusieurs zones montagneuses côtières au Venezuela : la cordillère de Mérida, de Costa, de Caripe et la péninsule de Paria. Dans les autres pays, les Andes tropicales occupent la Sierra Nevada de Santa Marta, les cordillères orientales et occidentales à l'ouest et au nord de la Colombie, l'ouest et le sud de l'Équateur, le nord-ouest et le sud du Pérou, l'ouest de la Bolivie, l'extrême nord-est du Chili et l'extrême nord-ouest de l'Argentine. Elles s'étendent sur 1 542 644 km2.

## Caractéristiques
L'ensemble forme un espace hétéroclite offrant des reliefs très variés. On considère que l'altitude minimum dans la zone est d'environ 1 000 m d'altitude à l'ouest le long de l'océan Pacifique et de 500 m à l'est dans le Bassin amazonien. La géologie des Andes tropicales et des Andes dans leur ensemble est issu de l'activité tectonique grâce à la subduction de la plaque pacifique sous la plaque sud-américaine. Beaucoup de sommets sont aussi nés de l'activité volcanique notamment en Colombie et en Équateur. Le sud de la zone (sud du Pérou, Bolivie, Argentine, Chili) comprend parmi les plus hauts sommets du monde. Le Huascaran au Pérou est le plus haut pic de la zone (et le troisième d'Amérique du Sud) avec ses 6 768 m d'altitude, mais de nombreux autres sommets dépassent largement les 6 000 m comme le Llullaillaco, le Yerupajá ou encore le Nevado Sajama. 

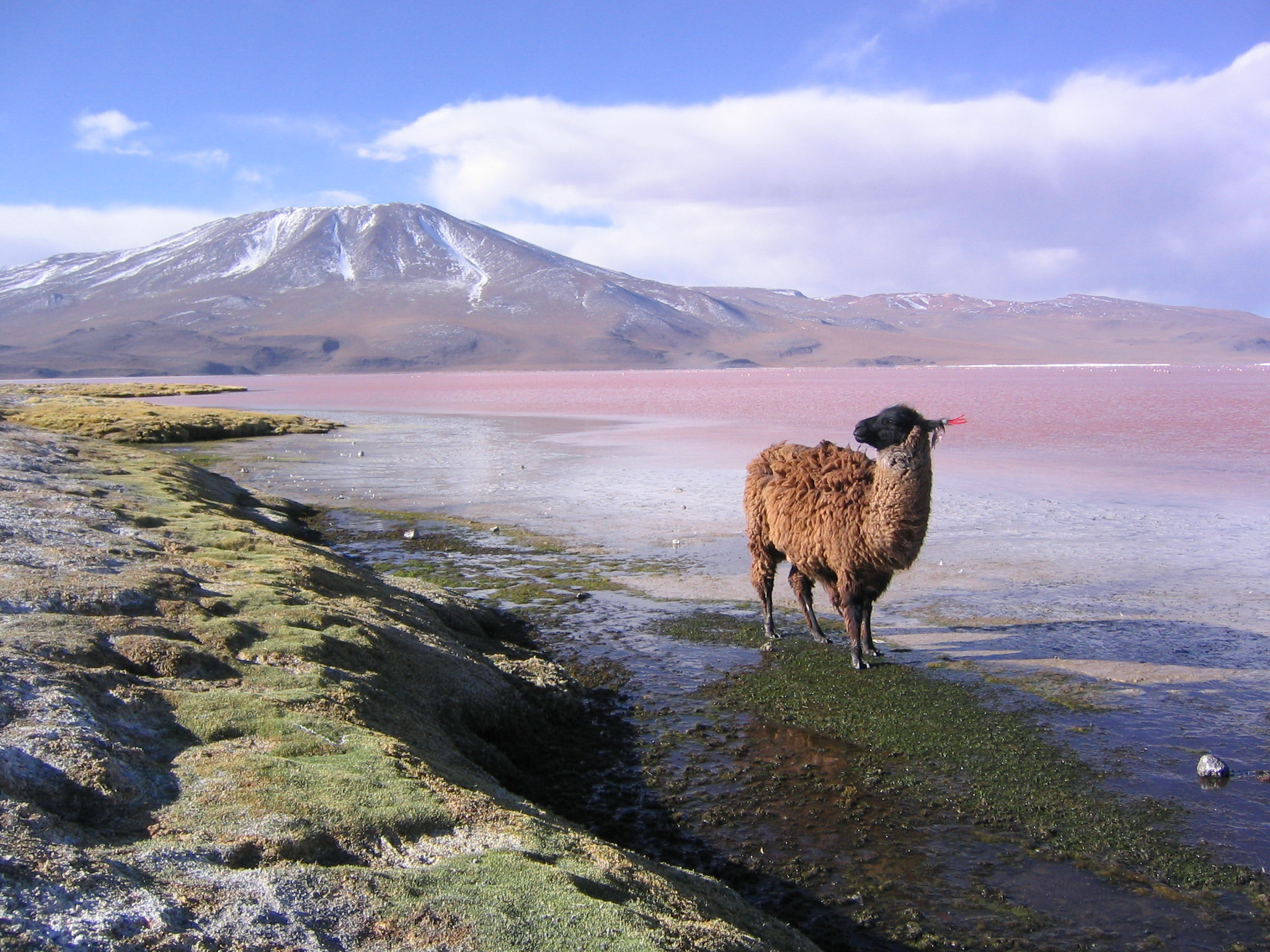
La puna au rude climat présente néanmoins un fort taux d'endémisme. Ses lagunes comme ici en Bolivie, offrent un habitat propice pour de nombreuses espèces emblématiques telles que le Lama.

Avec un étirement nord-sud conséquent et une grande variabilité altitudinale, le climat des Andes tropicales est très complexe. Les zones du nord et de l'est sont bordées par des forêts tropicales humides et connaissent généralement un climat de type océanique typique des zones de montagnes sous les tropiques avec des températures douces et un pluviométrie importante et uniforme. Au sud de cet ensemble entre le Pérou, la Bolivie et le Chili le climat est beaucoup plus rude avec en plus l'apparition de vastes altiplanos au climat de type steppique voire aride à la frontière entre le Chili et la Bolivie. Les montagnes de l'extrême-nord au Venezuela notamment, plus basses, connaissent un climat quasiment tropical. La végétation qui y pousse est donc très influencée par l'altitude: les versants humides de l'est et du nord voient le développement de forêts tropicales de montagnes entre 500 et 3 500 m d'altitude, appelées également yungas. Entre 3500 et 4 500 m prolifèrent d'humides prairies d'altitude appelé paramo, notamment au nord. À l'est et au sud à des altitudes semblables se développe la puna, biome aride et froid composé de prairies et de salars. On retrouve également d'autres milieux tels que des forêts sèches, cactuseraies, macchia, etc.

## Biodiversité

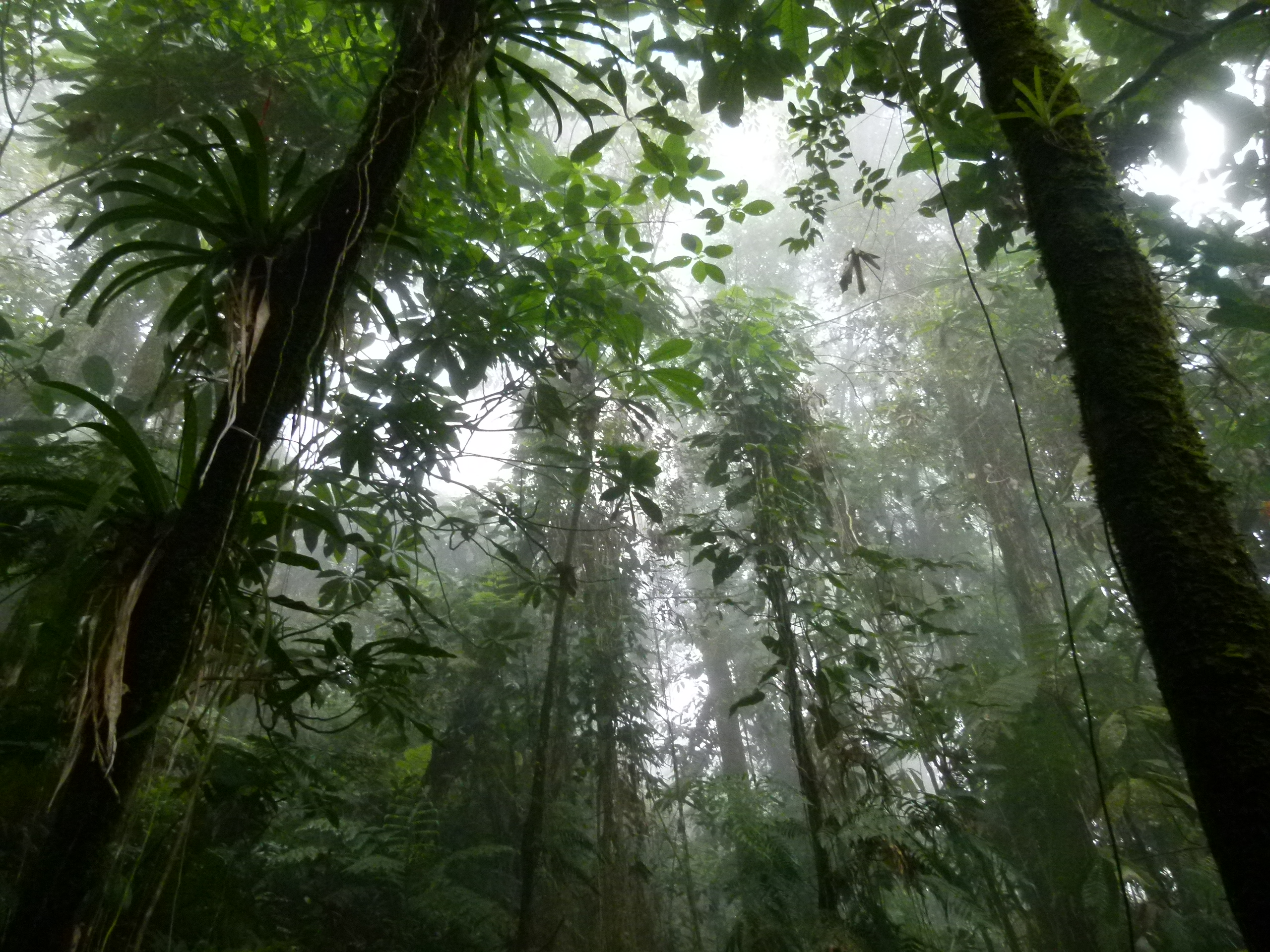
Forêts de brouillards dans la Sierra Nevada de Santa Marta, en Colombie.

La biodiversité des Andes tropicales est l'une des plus élevées au monde et c'est le point chaud le plus riche en espèces. Situé entre plusieurs zones à forte diversité comme le Tumbes-Chocó-Magdalena, les Forêts valdiviennes du Chili et le Bassin amazonien, cet espace est constitué en plus par plusieurs pays mégadivers : Venezuela, Colombie, Équateur, Pérou. De ce fait il constitue à la fois un carrefour majeur dans l'écozone néotropicale mais également un biotope unique à l'endémisme très élevé. 
La diversité végétale immense comprend entre 30 et 35 000 espèces soit près de 10 % des plantes vasculaires mondiales sur un territoire représentant moins de 1 % de la surface des terres émergées. Environ 15 000 sont endémiques. La Colombie qui est le pays le plus riche de la zone, a une flore estimée pour l'ensemble de son territoire à quelque 28 800 espèces, soit la deuxième flore la plus importante du monde après le Brésil. Les autres pays concernés comme le Pérou, la Bolivie et l'Équateur comprennent entre 17 et 22 000 espèces. Bien qu'elle soit difficile à définir de par sa complexité évolutive on remarque que la flore des Andes tropicales possède une part significative de plantes de la Laurasia (actuelles Amérique du Nord et Eurasie), qui la différencient de la flore du Bassin amazonien, mais contient également une forte proportion d'espèces propres au Gondwana, telles que les Podocarpus. De plus il a une grande variation dans la répartition des espèces suivant des gradients d'altitude mais aussi de latitude et de longitude. 

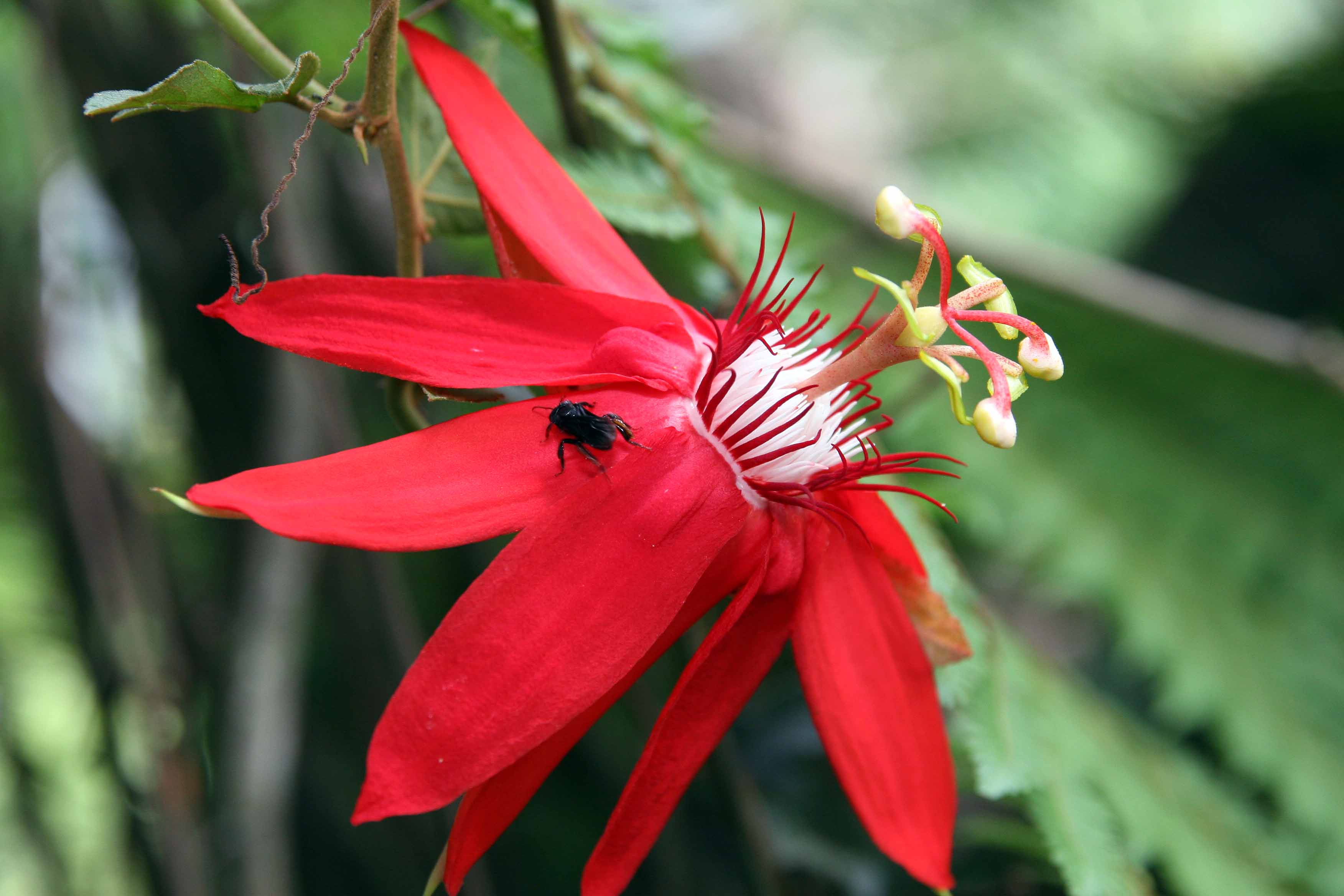
Passiflora vitifolia est l'une des nombreuses espèces de passiflores de la région.

Les forêts de montagnes entre 500 et 3 500 m d'altitude sont dominées par la présence de plusieurs familles: Astéracées, Lauracées, Éricacées, Fabacées, Melastomatacées, Rubiacées et Solanacées. On estime que les quatre pays majoritairement constitutifs de ce point chaud (Colombie, Équateur, Pérou, Bolivie) supportent 338 familles (dont une endémique, les Columelliacées) et plus de 4 000 genres, parmi lesquels 330 qui ne sont présents nulle part ailleurs. Les genres Saurauia, Ilex, Alnus, Viburnum, Weinmannia, Juglans, Prunus, Meliosma, Styrax, Symplocos et Gordoni sont également typiques de la flore de la Laurasia. On trouve d'autres familles herbacées ou épiphytes particulièrement abondantes comme les Orchidacées, les Pipéracées, les Poacées, les Aracées ainsi que les fougères du genre Polypodius. À plus haute altitude à la limite des arbres naissent des espèces prostrées des genres Drimys, Cervantesia, Hesperomeles, Polylepis, Escallonia et Myrica. Au-dessus de 3 500 m dans le nord et l'est de la zone se développe le paramo. Ces prairies humides constituent l'un des biomes alpins les plus riches de la planète. On y trouve une mosaïque de zones herbacées et de buissons ligneux avec comme genre dominant les Espeletia. 

Puya raimondii en pleine floraison. Parc national de Huascarán, Pérou.

Dans la partie sud et sud est de l'aire, on retrouve la puna à une altitude comprise entre 3500 et 5 000 m. Si dans la sa partie nord, au Pérou notamment, elle peut être plus arrosée présentant des paysages de forêts ouvertes, maquis et prairies, au sud (Bolivie, Chili, Argentine) elle prend un aspect aride très caractéristique avec une végétation éparse et prostrée. On retrouve de nombreuses familles avec une dominance de graminées (Agrostis, Calamagrostis, Festuca, Paspalum et Stipa), des apiacées (Azorella compacta), des cactées (Echinopsis tarijensis) ou des broméliacées comme le Puya raimondii qui met plus de 100 ans à produire une inflorescence de 12 m à la suite de laquelle la plante meurt. Parmi les espèces insolites on trouve à la fois l'arbre et le palmier poussant à la plus haute altitude au monde, à savoir le Polylepis tarapacana (5 200 m - Bolivie) et le Parajubaea torallyi (3 400 m - Bolivie). On trouve aussi dans les Andes plusieurs plantes alimentaires ou médicinales ayant une importance majeure dans l'économie mondiale comme la pomme de terre, le tabac, le quinoa, plusieurs espèces de haricots ou encore le cinchona produisant la quinine utilisé comme préventif contre le paludisme.
- mammifères : on retrouve 570 espèces de mammifères, soit autant que des pays comme le Brésil ou la Chine, largement plus grands. 75 espèces sont endémiques et 70 sont menacés à divers degrés. On retrouve 6 genres monotypiques endémiques comprenant les espèces suivantes : la Souris de Garlepp (Galenomys garleppi), le Rat des Andes (Lenoxus apicalis), le Coati de montagnes (Nasuella olivacea), la Souris de la puna (Punomys lemminus), le Rat mangeur de poissons(Anotomys leander, EN), une espèce des Andes équatoriennes adapté au monde aquatique et chassant des poissons. Le Lagotriche à queue jaune (Oreonax flavicauda, CR) est un des mammifères et des primates les plus menacés du monde. On le croyait disparu jusqu'à ce qu'on le redécouvre en 1974 dans le nord-est du Pérou. On retrouve de nombreux mammifères plus communs appartenant à des groupes présents dans le reste des néotropiques : tapirs, opossums, félins, musaraignes, chiroptères, etc. Dans les zones de hautes altitudes, on retrouve de nombreux animaux emblématiques tels que le Cochon d'Inde (Cavia porcellus), le Lama (Lama glama), l'Alpaga (Lama pacos), le Guanaco (Lama guanicoe), la Vigogne (Vicugna vicugna), les Viscaches ou les Chinchillas ;

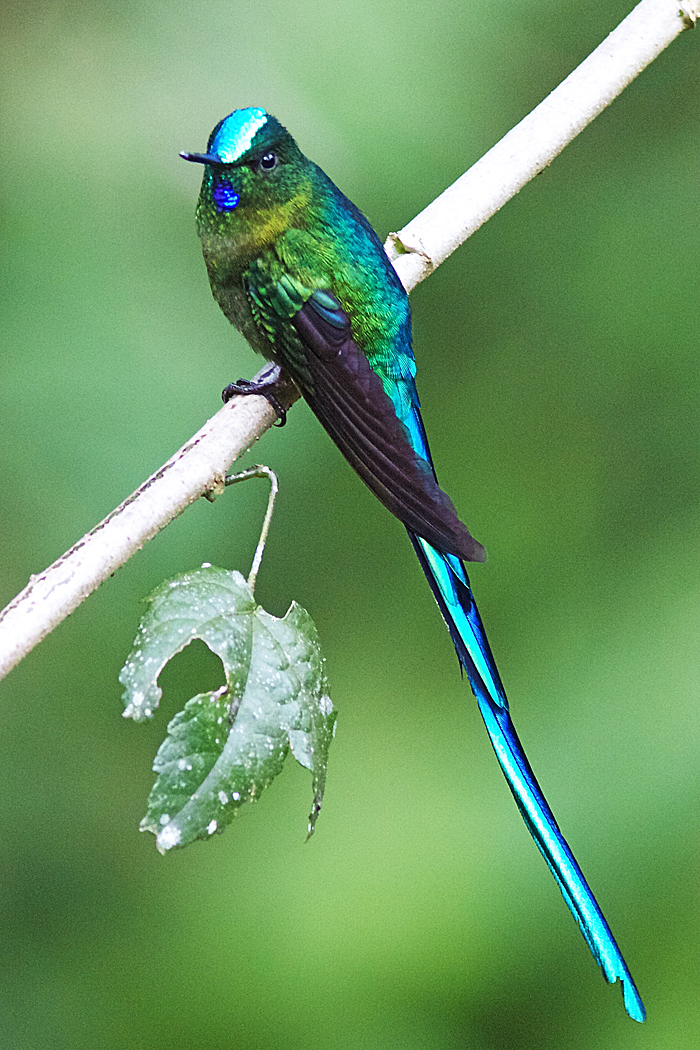
Le Sylphe à queue d'azur fait partie des très nombreuses espèces de colibris des Andes tropicales

- oiseaux : la richesse de l'avifaune des Andes tropicales est plus importante que n'importe quel autre hostpot. On retrouve quelque 1724 espèces dont un tiers sont endémiques soit 579. Les pays de la zone comptent tous de nombreuses espèces d'oiseaux. En effet la Colombie, le Pérou, l'Équateur et la Bolivie possèdent respectivement les 1re, 2e, 5e et 6e avifaunes du monde avec entre 1821 et 1414 espèces d'oiseaux[9]. Sur les 28 ordres et 96 familles d'oiseaux d'Amérique du Sud, 25 et 75 sont représentés dans les Andes tropicales. On retrouve 66 genres endémiques et 24 EBA (Endemic Bird Area). 160 espèces sont menacées et une est éteinte: le Grèbe des Andes (Podiceps andinus) endémique au Lac Tota en Colombie. Parmi les groupes les mieux représentés on retrouve les Colibris, les Fourniers, les Tangaras, les Grallaires, les Tapaculos, les Colins, les Grèbes et le Cabézon toucan, dont au moins 20 % des représentants sud-américains de ces familles sont endémiques aux Andes tropicales. On trouve également un grand nombre d'espèces faisant partie de groupes largement répartis dans les néotropiques: perroquets, aigles, faucons, hoccos, coucous, chouettes, trogons, toucans, pics, cotingas, manakins, tyrans, bruants, etc. L'un des oiseaux les plus emblématiques de cette région est le Condor des Andes (Vultur gryphus), oiseau national de la Colombie, de l'Équateur et de la Bolivie, qui avec son envergure dépassant les 3 m est le plus grand volatile de l'Hémisphère sud[10] ;

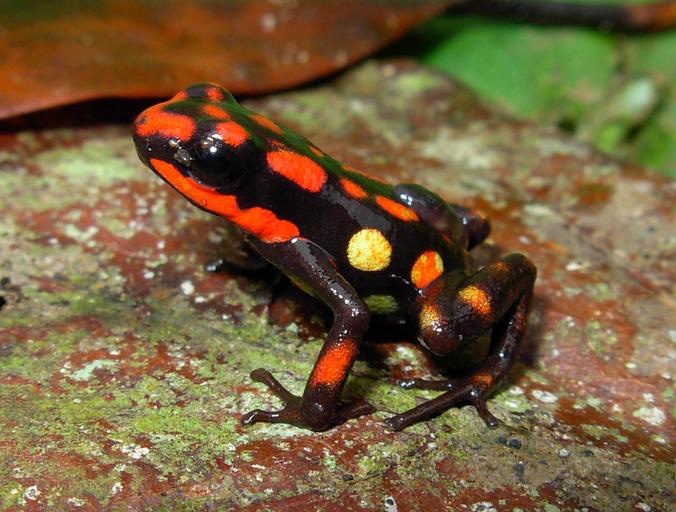
Ranitomeya dorisswansonae, de la famille des Dendrobatidés a la peau couverte de batrachotoxine, un poison extrêmement violent.

- reptiles et amphibiens : on retrouve 610 espèces de reptiles dans la zone dont 275 sont présents nulle part ailleurs sur Terre. Parmi les espèces les plus originales le Corallus enydris, un boa arboricole primitif qui a un pelvis et des membres postérieurs vestigiales ainsi que la Podocnemis lewyana, une tortue menacée, endémique du bassin du Río Magdalena en Colombie. La diversité d'amphibiens dans les Andes tropicales est exceptionnelle et de loin supérieure à n'importe quel autre point chaud. 981 espèces se côtoient dans les Andes tropicales et 673 y sont propres, soit un endémisme de presque 70%. La Colombie, le Pérou et l'Équateur possèdent la 2e, 3e et 4e plus grande diversité d'amphibiens au monde avec entre 400 et 600 espèces[11]. Les genres Eleutherodactylus et Telmatobius comprennent 330 et 45 espèces dans cette zone. La famille des Dendrobatidés comptent de nombreuses espèces de minuscules grenouilles extrêmement venimeuses. L'espèce Epipedobates tricolor produit un poison encore plus puissant que le curare, offrant de grandes possibilités en terme médical ;

- poissons : 130 espèces de poissons d'eau douce sur 375 sont endémiques à la région, notamment à l'est des Andes tropicales. Le genre Orestias est représenté par 40 espèces propres au Lac Titicaca. Les 90 espèces de poissons-chats de la famille des Astroblepidae sont propres aux Andes tropicales[12].

## Menaces
Cet espace de par son classement en tant que point chaud de biodiversité est menacé à différents degrés. De sa surface initiale, seuls 385 661 km2 de végétation subsistent dans un état à peu près intact, soit 25 %. Premièrement la région connait une présence humaine depuis plusieurs millénaires à travers des civilisations très avancées tel que les Incas qui ont prospéré dans les vallées inter-andines. C'est tout particulièrement ces régions de plateaux herbeux et de forêts sèches qui ont été exploités depuis longtemps et qui ont donc été les plus dégradées avec seulement 10 % de leur surface initiale. Les Andes tropicales supportent une densité humaine très élevée par rapport à la moyenne sud-américaine avec de grandes villes tels que Bogota, Medellín, Cali, Quito, Cuzco, Arequipa ou encore La Paz. Les forêts humides sont menacées par l'agriculture, la déforestation, l'élevage, la construction de route et de barrages. Des problèmes similaires apparaissent dans les bois et les prairies du paramo et de la puna. L'apparition d'espèces invasives est également un risque. Parmi les exemples les plus frappants citons l'introduction de la Truite arc-en-ciel (Salmo gairdnerii) ou du Crapaud buffle(Rana catesbeiana) qui s'avèrent de redoutables compétiteurs et prédateurs face aux poissons et aux amphibiens endémiques aux Andes tropicales. Sur les versants est des Andes notamment en Colombie et au Venezuela, existent des grandes réserves d'hydrocarbures encore peu exploités et faiblement connues, mais qui représentent une menace certaine pour cette zone ,. L'ensemble des Andes tropicales possèdent des ressources minérales importantes: or, bauxite, cuivre, argent, pierres précieuses (la Colombie produit 60 % des émeraudes du monde). Leur extraction entraîne de graves problèmes de pollution des sols et d'érosion. Enfin le développement des réseaux autoroutiers amène un fort exode des populations des zones inter-andines vers les forêts humides de plus basse altitude, créant une pression anthropique supplémentaire sur ces milieux. 
Plus largement la corruption généralisée dans la région est un risque. À l'exception du Chili, tous les pays sont corrompus ou très corrompus selon Transparency International. Cela s'observe tout particulièrement avec la culture et le trafic du coca et du pavot à opium organisée par des cartels colombiens, mais aussi péruviens et boliviens, qui entraîne de graves problèmes de déboisement et de pollution agricole. Et plus largement créent un environnement criminogène où il est difficile d'organiser une protection efficace des milieux naturels.
Alors que la température dans les Andes tropicales devrait s'élever de deux à cinq degrés d'ici la fin du XXIe siècle, les glaciers perdraient entre 78% et 97% de leur masse.

## Conservation

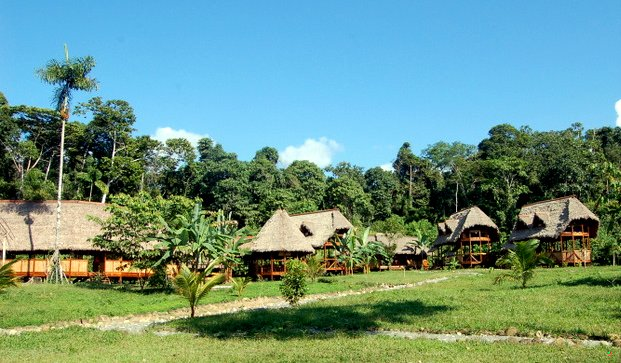
Le Centre d'études du Parc national de Manu, situé dans la Réserve de Fundo Mascoitania, effectue des recherches en associations avec plusieurs ONG pour garantir la protection des très nombreuses espèces que compte le parc.

Malgré les nombreuses menaces qui pèsent sur ce point chaud, il existe un important réseau de zones protégées englobant 16 % des Andes tropicales même si seulement 8 % sont classés dans les catégories I à IV par l'UICN (ce qui leur assure la meilleure protection). De plus la protection n'empêche pas dans certains cas le braconnage ou de la coupe de bois illégale. Il est impératif pour cette zone de définir au mieux les zones à plus forte biodiversité grâce à la création des KBA (Key Biodiversity Area - Zone clé de biodiversité). Birdlife International travaille dans ce point chaud à la création de IBA (Important Bird Area) pour préserver les espèces d'oiseaux endémiques. C'est un point de départ qui permettrait par la suite d'y ajouter d'autres groupes de vertébrés ou même de plantes vasculaires. Il reste néanmoins évident que les petits espaces protégés en vase clos ne permettent pas une interconnexion des espèces et donc ne sont pas garants de la biodiversité à long terme. Il est donc important de créer des corridors biologiques pour assurer le déplacement des espèces dans un environnement relativement intact. Il existe plusieurs exemples comme Cóndor-Kutukú Conservation Corridor qui englobe les réserves suivantes : Parc national des Podocarpus, Parc national Sangay, Parc national du Condor, la Cordillère de Kutukú et Cordillère du Condor en Équateur et s'étend au Pérou, où il comprend la Réserve communale de Santiago-Comaina, le Sanctuaire national Tabaconas-Namballe et le Parc national de la Cordillera Azul. Un autre corridor entre le Pérou et la Bolivie inclut le Parc national de Manú (qui avec ses 18 812 km2 de forêts tropicales est l'un des parcs nationaux les plus riches en espèces au monde), le Parc national Bahuaja Sonene, certaines parties de la Réserve de Tambopata jusqu'au Parc national Madidi en Bolivie. Il inclut également les réserves périphériques tel que la Réserve de la biosphère de Pilón Lajas, le Territoire indigène de Chimane, la Réserve de la biosphère de Beni et la Réserve nationale Ulla Ulla. 
Des investissements ont été apportés pour soutenir la création ou l'extension de zones protégées. Le CEPF (Critical Ecosystem Partnership Fund) a investi 6 millions de dollars dans la protection du Corridor de Vilcabamba-Amboró entre le Pérou et l'Équateur. Le GCF (Green Climate Fund) a créé deux créances en échange d'actions pour la nature qui consiste à une suppression d'une partie d'une dette nationale en échange d'actions pour la protection de l'environnement. Ce qui a généré la création respectivement de 10 et 5 sites protégés au Pérou et en Colombie en 2003 et 2004. Ce projet a reçu le soutien du WWF, du Nature Conservancy et du Gouvernement américain. Le soutien financier était de 10 millions de dollars pour chacun de ces deux pays avec un échelonnement sur 12 ans. 
Plus généralement les efforts devant être faits pour réduire la pression humaine dans ce point chaud est de limiter les effets néfastes du développement agricole, urbain et industriel tout en soutenant des programmes éducatifs pour permettre aux populations locales de mieux connaître la richesse biologique des Andes tropicales et donc d'agir en conséquence pour soutenir la protection de l'environnement.